# ريان وايت
ريان وايت هو لاعب هوكي الجليد كندي، ولد في 17 مارس 1988 في براندون في كندا.

## وصلات خارجية
- ريان وايت على موقع دوري الهوكي الوطني (الإنجليزية)
- ريان وايت على موقع EliteProspects.com (الإنجليزية)
- ريان وايت على موقع Eurohockey.com (الإنجليزية)
- ريان وايت على موقع HockeyDB.com (الإنجليزية)
- ريان وايت على موقع Hockey-Reference.com (الإنجليزية)